# Coleophora tremula
Coleophora tremula là một loài bướm đêm thuộc họ Coleophoridae. Nó được tìm thấy ở miền nam Nga and in the deserts of Kazakhstan and central châu Á. It occurs in steppe biotopes.
There are two to three generations per year.
Ấu trùng ăn Arthrophytum iliense. 